# Aeroportul Internațional Bangoka
Aeroportul Internațional Bangoka (IATA: FKI, ICAO: FZIC) este un aeroport din Kisangani, Provincia Tshopo, Republica Democratică Congo ce deservește zona Kisangani. 
Situat la o altitudine de 432 m, aeroportul dispune de 1 pistă.

## Infrastructură

### Piste
Aeroportul dispune de o singură pistă. Pista 13/31 are suprafața de asfalt și dimensiunile 3.500 m × 45 m. 